# 8-as villamos (Prága)
A prágai 8-as jelzésű villamos a Nádraží Podbaba és a Starý Hloubětín között közlekedik.

## Útvonala
| Starý Hloubětín felé | Nádraží Podbaba felé |
| --- | --- |
| Nádraží Podbaba – Podbabská – Jugoslávských partyzánů – Svatovítská – Milady Horákové – Dukelských hrdinů – Nábřeží Kapitána Jaroše – Štefanikův most – Revoluční – Námeští Republiky – Na Poříčí – Sokolovská – Palmovka – Na Žertvách – U Balabenky – Sokolovská – Českomoravská – Poděbradská – Starý Hloubětín | Starý Hloubětín – Poděbradská – Českomoravská – Sokolovská – U Balabenky – Na Žertvách – Palmovka – Sokolovská – Na Poříčí – Námeští Republiky – Revoluční – Štefanikův most – Nábřeží Kapitána Jaroše – Dukelských hrdinů – Milady Horákové – Svatovítská – Jugoslávských partyzánů – Podbabská – Nádraží Podbaba |

## Megállóhelyei
| 0  | Nádraží Podbaba végállomás | 45 | 18 R20 S4 S41 R44                     |
| 1  | Zelená                     | 43 | 18                                    |
| 2  | Lotyšská                   | 41 | 18                                    |
| 3  | Vítězné náměstí            | 39 | A 18, 20, 26                          |
| 6  | Hradčanská                 | 37 | A 1, 2, 18, 20, 25, 26 R24 R45 S5 S54 |
| 8  | Sparta                     | 34 | 1, 12, 25, 26                         |
| ∫  | Korunovační                | 33 | 1, 12, 25, 26                         |
| 10 | Letenské náměstí           | 32 | 1, 12, 25, 26                         |
| 11 | Kamenická                  | 31 | 1, 12, 25, 26                         |
| 13 | Strossmayerovo náměstí     | 28 | 1, 6, 12, 17, 25, 26                  |
| 15 | Nábřeží Kapitána Jaroše    | ∫  | 6, 17, 26                             |
| 17 | Dlouhá třída               | 25 | 6, 15, 17, 26                         |
| 19 | Náměstí Republiky          | 24 | B 6, 15, 26                           |
| 21 | Bílá labuť                 | 22 | 3, 14, 24                             |
| 23 | Florenc                    | 20 | B C 3, 24                             |
| 24 | Karlínské náměstí          | 18 | 3, 24                                 |
| 25 | Křižíkova                  | 17 | B · 3, 24 · P7                        |
| 26 | Urxova                     | 16 | 3, 24                                 |
| 27 | Invalidovna                | 15 | B 3, 24                               |
| ∫  | Palmovka                   | 13 | B 1, 3, 6, 10, 14, 16, 24, 25         |
| 30 | Palmovka                   | 12 | B 1, 3, 6, 10, 14, 16, 24, 25         |
| 32 | Balabenka                  | 10 | 14, 16, 25                            |
| 33 | Ocelářská                  | 9  | 25                                    |
| 35 | Multiaréna Praha           | 8  | 25                                    |
| 36 | Nádraží Libeň              | 6  | 25 S1 R18 R19 S41 R41 S7 R9           |
| 37 | Kabešova                   | 4  | 25                                    |
| 38 | Podkovářská                | 3  | 25                                    |
| 39 | U Elektry                  | 2  | 25                                    |
| 40 | Nademlejnská               | 1  | 25                                    |
| 41 | Starý Hloubětín végállomás | 0  | 16, 25                                |